# Seija Viitamäki-Carlsson
Seija Kaarina Viitamäki-Carlsson, född 17 januari 1948 i Finland, är en svensk sjuksköterska och politiker (vänsterpartiet) som tjänstgjorde som ersättare i Sveriges riksdag för Gävleborgs läns valkrets kortare perioder 1990 och 1991.